# Krister Stendahl
Krister O:son Stendahl, född 21 april 1921 i Engelbrekts församling i Stockholm, död 15 april 2008 i Boston i Massachusetts i USA, var en svensk luthersk teolog och forskare i Nya Testamentet som var biskop i Stockholms stift 1984–1988. Före biskopstiden var han i många år professor och dekanus vid Harvard Divinity School, och återvände till USA 1989 där han verkade som professor emeritus vid Harvard och undervisade vid Brandeis University.

## Biografi
Stendahl var son till civilingenjören Olof Stendahl och Sigrid Ljungquist. Han blev teol. kand. och prästvigdes 1944. Han var pastorsadjunkt i Västerhaninge församling 1944-1946, studentpräst i Uppsala 1948-1950 och blev teol. lic. 1949. Stendahl studerade i Cambridge och Paris 1951, var förste assistent i exegetik i Uppsala 1951-1954 och blev teol. dr. och docent i Nya testamentets exegetik 1954. Han var assisterande professor vid Harvard University 1954-1956, associate professor 1956-1958, professor 1958-1984 och rektor för Harvard Divinity School 1968-1979. Stendahl var biskop i Stockholms stift 1984-1988 och Kraft-Hiatt distinguished professor vid Brandeis University från 1991.
Stendahl disputerade vid Uppsala universitet med en avhandling om Nya Testamentet, "The School of St. Matthew: And Its Use of the Old Testament" (1954). Han är kanske mest känd för sin artikel "The Apostle Paul and the Introspective Conscience of the West". Den artikeln, såväl som en senare text, "Paul among Jews and Gentiles", söker förmedla en ny tankegång i studiet av aposteln Paulus. Stendahl ifrågasätter mycket av det som forskningen från Augustinus och framåt har fastställt i ämnet. Den har, enligt Stendahl, inte tillräckligt eftersträvat att sätta Paulus tes i samband med den omgivande tankemiljön och den historiska kontexten. Stendahl, däremot, har fokuserat på de spänningar som fanns i den tidiga kristna världen mellan judiska kristna och icke-judiska konvertiter.
I och med att Stendahl fördjupat sig i studier av den judiska kontexten kring Nya Testamentet, kom han också att utveckla ett stort intresse för judiska studier och var aktiv inom olika institutioner som arbetar för att bredda och fördjupa den judisk-kristna dialogen.
Stendahl var ledamot av Studiorum Novi Testamenti Societas 1954, Nathan Söderblom-sällskapet 1955 och American Academy of Arts and Sciences 1962. Han var hedersdoktor vid Upsala College 1963, Thiel College 1965, Colby College 1970, Carthage College 1971, St. Olaf College 1971, Whittier College 1971, Susquehanna University 1973, Miami University i Oxford, Ohio 1978, Brandeis University 1981, Wittenberg University 1983, Harvard University 1985 och University of St Andrews 1987.

### Familj
Stendahl gifte sig 1946 med litteraturvetaren och skribenten Brita Johnsson (1925-2016). Paret fick tre barn: sönerna John och Daniel samt dottern Anna Langenfeld. Efter Stendahls biskopsperiod var paret bosatta i Cambridge, Massachusetts och på Nantucket, Massachusetts.